# CodinGame
CodinGame est un site consacré à la programmation informatique ludique, proposant d’un côté des casse-têtes de difficulté croissante à résoudre dans l’un des vingt-sept langages de programmation disponibles, et de l’autre des jeux d’intelligence artificielle multijoueurs, ou des défis de résolution de problèmes en temps limité, ou de code golf.

## Histoire
Le site est créé par une start-up montpelliéraine du même nom. La plateforme d’apprentissage en ligne est lancé en septembre 2014.
D'après Frédéric Desmoulins, en 2019 la plate-forme réunit 1,3 million de programmeurs dans le monde (dont 150 000 Français).

## Activité
Le modèle commercial du site est basé sur le sponsoring d’entreprises qui recrutent des développeurs par l’intermédiaire de concours internationaux, ou nationaux,, organisés tous les quelques mois. En complément, plusieurs levées de fonds ont été effectuées en 2013 et 2015,,,. En octobre 2016, le site monte un hackathon en partenariat avec la Warner Bros. pour la sortie du film Mr. Wolff.
Le site vend également aux entreprises des solutions clé en main pour les aider à évaluer les candidats à des postes de développeur.
Les langages disponibles pour la résolution des casse-tête ou les concours sont : Bash, C, C++, C#,  Clojure, D, Dart, F#, Go, Groovy, Haskell, Java, JavaScript, Kotlin, Lua, Objective-C, OCaml, Pascal, Perl, PHP, Python, Ruby, Rust, Scala, Swift, TypeScript et Visual Basic .NET.